# قلعه ریکاسولی
قلعهٔ ریکاسولی (مالتی: Forti Rikażli) یک قلعه جان پناه در کالکارا، کشور مالت است که توسط شوالیه‌های سنت جان بین سال‌های ۱۶۷۰ و ۱۶۹۸ ساخته شده است. این دژ دماغه ای به نام نقطه گالوس و ساحل شمالی خلیج رینلا را اشغال می‌کند که به همراه قلعه سنت المو وظیفهٔ نظارت بر عبور و مرور از ورودی گرند هاربر را بر عهده دارد. این دژ بزرگ‌ترین قلعه مالت است و از سال ۱۹۹۸ در فهرست موقت میراث جهانی به عنوان بخشی از استحکامات شوالیه‌ها پیرامون بندرگاه‌های مالت قرار دارد.
قلعه ریکاسولی در طول تهاجم فرانسه به مالت در سال ۱۷۹۸ و شورش متعاقب آن مورد استفاده قرار گرفت و پس از آن به دست بریتانیا افتاد. این دژ محل شورش فروبرگ در سال ۱۸۰۷ بود و همچنین به عنوان یک بیمارستان نظامی در قرن نوزدهم میلادی مورد استفاده قرار گرفت. یک بار دیگر در جنگ جهانی دوم استفاده شد، زمانی که بخش‌هایی از آن در بمباران هوایی نابود شد. پس از اینکه در دهه ۱۹۶۰ از رده خارج شد، این قلعه برای مقاصد صنعتی مورد استفاده قرار گرفت. امروزه این قلعه بیشتر دست نخورده اما در وضعیتی فرسوده باقی مانده است و از آن به عنوان محل فیلمبرداری و تمیز کردن مخازن استفاده می‌شود. برنامه‌های بازسازی قلعه در ژوئن ۲۰۱۹ تصویب شد.